# Mohamed Safwat
Mohamed Safwat (El Mansurá, Egipto, 19 de septiembre de 1990) es un tenista profesional egipcio.

## Carrera
Su mejor ranking individual es el N.º 130 alcanzado el 10 de febrero de 2020, mientras que en dobles logró la posición 225 el 26 de septiembre de 2016.
Ha obtenido hasta el momento 1 título en la categoría ATP Challenger Tour en la modalidad de dobles, así como también ha ganado varios títulos Futures tanto en individuales como en dobles.
Hizo su debut en Grand Slam en el Torneo de Roland Garros 2018 luego de entrar como perdedor afortunado por Viktor Troicki. Perdió en primera ronda.

### Copa Davis
Desde el año 2009, es participante del Equipo de Copa Davis de Egipto. Tiene en esta competición un récord total de partidos ganados/perdidos de 13/9 (9/7 en individuales y 4/2 en dobles).

## Títulos; 2 (1 + 1)
| Leyenda                     | Individuales | Dobles |
| --------------------------- | ------------ | ------ |
| Grand Slam                  | 0            | 0      |
| ATP World Tour Finals       | 0            | 0      |
| ATP World Tour Masters 1000 | 0            | 0      |
| ATP World Tour 500 Series   | 0            | 0      |
| ATP World Tour 250 Series   | 0            | 0      |
| ATP Challenger Series       | 1            | 1      |

### Individuales (1)
| N.° | Fecha      | Torneo                   | Superficie | Oponente en la final | Resultado |
| --- | ---------- | ------------------------ | ---------- | -------------------- | --------- |
| 1.  | 08.02.2020 | Challenger de Launceston | Dura       | Alex Bolt            | 7-6, 6-1  |

### Dobles
| No. | Fecha      | Torneo                   | Superficie    | Pareja           | Rival                       | Resultado      |
| --- | ---------- | ------------------------ | ------------- | ---------------- | --------------------------- | -------------- |
| 1.  | 20.06.2014 | Challenger de Mohammedía | Tierra batida | Fabiano de Paula | Richard Becker Elie Rousset | 6-2, 3-6, 10-6 |